# Pedrinha
Pedro Ricardo Marques Pereira Monteiro, meglio noto come Pedrinha (Marco de Canaveses, 3 maggio 1978), è un allenatore di calcio ed ex calciatore portoghese, di ruolo centrocampista, tecnico in seconda dell'Oliveirense.

## Carriera
Ha giocato nella massima serie dei campionati portoghese e bulgaro.